# 7,5 cm KwK 42
7,5 cm Kw.K. 42 (нем. 7,5 cm Kampfwagenkanone 42) — германская танковая пушка калибром 75 мм, стоявшая на вооружении вермахта в годы Второй мировой войны. Разработана и выпускалась компанией Rheinmetall AG во время Второй мировой войны. Устанавливалась на немецкие средние танки «Пантера». Для установки на САУ Panzer IV/70A и Panzer IV/70(V) использовались варианты этой пушки 7,5 cm Stu.K. 42 (L/70) и 7,5 cm Stu.K. 42/1 (L/70) (Stu.K. = нем. Sturmkanone), последняя позже переименована в 7,5 cm Pak. 42 (L/70) (Pak. = нем. Panzerjägerkanone).

## Устройство
Главной особенностью этого орудия является высокая начальная скорость снаряда, связанная с большей длиной ствола и значительной массой метательного заряда (4,09 кг), размещённого во вновь разработанной гильзе увеличенного объёма (длина 640 мм, диаметр фланца 123,2 мм). Этим обеспечивались настильность стрельбы и, соответственно, высокая точность и хорошая бронепробиваемость. По уровню бронебойного действия 7,5-см KwK 42 превосходила пушку 8,8 cm KwK 36 — основное вооружение танка «Тигр» — на дистанциях стрельбы до 2500 м при конструктивной идентичности бронебойных снарядов в обоих калибрах (7,5 cm Pzgr. 39/42 и 8,8 cm Pzgr. 39, соответственно).
Когда 7.5 cm Kw.K. 42 поступила на службу в 1943 году её поражающая способность была выше чем у большинства советских, американских и британских танковых пушек. Пушка оснащались электрозапалом с полуавтоматическим клиновым затвором.
Увеличенная начальная скорость и большее рабочее давление нового орудия потребовали разработки новых снарядов. С целью исключения срыва с нарезов высокоскоростных снарядов были добавлены вторые ведущие пояски, в результате были разработаны: 75-мм каморный бронебойно-трассирующий Pzgr. 39/42, бронебойно-трассирующий подкалиберный Pzgr. 40/42 и осколочно-фугасный Sprgr. 42 снаряды. Эти снаряды, за исключением второго дополнительного ведущего пояска, были в основном идентичны, соответственно, снарядам Pzgr.39, Pzgr. 40 и Sprgr. 34, применявшимся в 75-мм танковых и противотанковых пушках предыдущих моделей.
К концу войны был создан модернизированный вариант пушки 7,5 cm KwK 42/2 (L/70), имевший досылатель (нем. Mehrladeeinrichtung), стабилизированный прицел и другие изменения.
После Второй мировой войны модифицированная версия орудия производилась во Франции под маркировкой CN-75-50, устанавливалась на легких танках AMX-13 и Израильских М50 Super Sherman, модифицированных американских танках М4 Sherman с доработанной башней для установки этого орудия.

## Характеристики KwK 42 и StuK 42 (Pak 42)
- Типы: Танковая пушка (KwK 42); штурмовое орудие (StuK 42 и StuK 42/1) — позже пушка истребителя танков (Pak 42 и Pak 42/1).
- Калибр: 7,5 см
- Гильза: 75 × 640 R (мм), индекс гильзы 6387 St.
- Воспламенение: электрозапальная втулка C/22 или C/22 St.
- Длина ствола в калибрах: 70
- Длина ствола в мм: 5250
- Затвор: полуавтоматический, вертикальный клиновой, копирного типа
- Масса с дульным тормозом и затвором: 1000 кг
- Длина отката: 400 мм (нормальный), 430 мм (максимальный)
- Максимальная дальность: 10 км (навесом)
- Оптика: TZF 12 или 12a (танк «Пантера»), Sfl.ZF 1a (САУ Panzer IV/70 (A) и (V))

## Боеприпасы
Для стрельбы из KwK 42 (StuK 42/Pak 42) применялись унитарные патроны, которые не были взаимозаменяемыми с какими-либо другими орудиями. Гильза использовалась цельнотянутая стальная латунированная (после и без покрытия или лакированная), индекс гильзы 6387 St. Гильза имеет сильно выраженную бутылочную форму: длина гильзы 639—640 мм, диаметр фланца 123,1 мм. Воспламенение заряда электрическое — использовалась электрозапальная капсюльная втулка C/22 или C/22 St. Все снаряды имели по 2 ведущих пояска. В номенклатуру боекомплекта входило всего три вида унитарных патронов:
1. Патрон с осколочно-фугасной гранатой Sprgr 42
- Патрон: 7,5 cm Sprenggranatpatrone 42 KwK 42 (сокр. 7,5 cm Sprgr Patr 42 KwK 42)
- Снаряд: 7,5 cm Sprenggranate 42 (сокр. 7,5 cm Sprgr 42)
- Тип снаряда: осколочно-фугасный[5]
- Масса снаряда: 5,74 кг
- Масса разрывного заряда:650[6]…658 г (+ 20 г во взрывателе)
- Взрыватель: kl. AZ 23
- Масса порохового заряда: ок. 1,9 кг (+ 20 г воспламенителя)
- Масса патрона: 11,14 кг
- Длина патрона: 929,2 мм
- Длина гильзы: 640 мм
- Дульная скорость: 700 м/с

2. Патрон с бронебойно-трассирующим снарядом Pzgr 39/42
- Патрон: 7,5 cm Panzergranatpatrone 39/42 KwK 42 (сокр. 7,5 cm Pzgr Patr 39/42 KwK 42)
- Снаряд: 7,5 cm Panzergranate 39/42 (сокр. 7,5 cm Pzgr 39/42)

- Тип снаряда: бронебойно-трассирующий каморный с бронебойным и баллистическим наконечниками[5]
- Масса снаряда: 6,8 кг
- Масса разрывного заряда: 17 г флегматизированый гексоген + 0,32 г капсюль-детонатор
- Донный взрыватель: Bd Z (5103*) der 3,7 cm Pzgr, обеспечивающий задержку подрыва 150 мс
- Трассёр: Nr 1
- Масса порохового заряда: ок. 4,00 кг (+ 20 г воспламенителя)
- Масса патрона: 14,30 кг
- Длина патрона: 893,2 мм
- Длина гильзы: 640 мм
- Дульная скорость: 935 м/с
- Среднее значение бронепробиваемости, определённое на катаной гомогенной стальной броне, установленной под углом 30° от вертикали[7]
- 100 м: 138 мм
- 500 м: 124 мм
- 1000 м: 111 мм
- 1500 м: 99 мм
- 2000 м: 89 мм

3. Патрон с бронебойно-трассирующим подкалиберным снарядом Pzgr 40/42
- Патрон: 7,5 cm Panzergranatpatrone 40/42 KwK 42 (сокр. 7,5 cm Pzgr Patr 40/42 KwK 42)
- Снаряд: 7,5 cm Panzergranate 40/42 (сокр. 7,5 cm Pzgr 40/42)
- Тип снаряда: бронебойно-трассирующий подкалиберный с металлокерамическим (карбид вольфрама) сердечником[5]
- Масса снаряда: 4,75 кг
- Трассёр: Nr 4
- Масса порохового заряда: ок. 3,3 кг (+ 20 г воспламенителя)
- Масса патрона: 11,55 кг
- Длина патрона: 875,2 мм
- Длина гильзы: 640 мм
- Дульная скорость: 1120 м/с
- Среднее значение бронепробиваемости, определённое на катаной гомогенной стальной броне, установленной под углом 30° от вертикали[8]
- 100 м: 194 мм
- 500 м: 174 мм
- 1000 м: 149 мм
- 1500 м: 127 мм
- 2000 м: 106 мм

Для удобства определения вида боеприпасов, находящихся в боеукладке, на донную часть гильз краской (обычно белой) наносилась отличительная надпись:
Sprgr = патрон с осколочно-фугасной гранатой 7,5 cm Sprgr 42; для этих снарядов также наносились римские цифры от I до V (весовая группа снаряда).
Pzgr = патрон с бронебойно-трассирующим снарядом 7,5 cm Pzgr 39/42.
Pzgr 40/42 = патрон с бронебойно-трассирующим подкалиберным снарядом 7,5 cm Pzgr 40/42.
Патроны, предназначенные для использования в климатических условиях с постоянно повышенной температурой (где температура заряда могла быть более 25° C), имели несколько уменьшенный пороховой заряд. Такие патроны обозначались дополнительной литерой Tp, а на гильзе и укупорке красным цветом добавлялась маркировка: Für Tropen! PT +25 °C.